# Martha Stewart
Martha Helen Stewart (New Jersey, 1941. augusztus 3.–) amerikai kiskereskedelmi üzletasszony, író és televíziós személyiség. A Martha Stewart Living Omnimedia alapítójaként számos üzleti vállalkozással ért el sikereket, amelyek a könyvkiadást, a műsorszolgáltatást, az árusítást és az e-kereskedelmet foglalják magukban.
2004-ben Stewartot elítélték az ImClone részvénykereskedelmi ügyével kapcsolatos vádak miatt; öt hónapot ült szövetségi börtönben, majd 2005 márciusában szabadult. Voltak olyan spekulációk, hogy az incidens gyakorlatilag véget vet médiabirodalmának, de 2005-ben Stewart visszatérési kampányba kezdett, és cége 2006-ban ismét nyereséges lett. 2011-ben Stewart újra csatlakozott a Martha Stewart Living Omnimedia igazgatótanácsához, 2012-ben pedig ismét névadó cégének elnöke lett. 2015-ben a céget felvásárolta a Sequential Brands.

## Élete

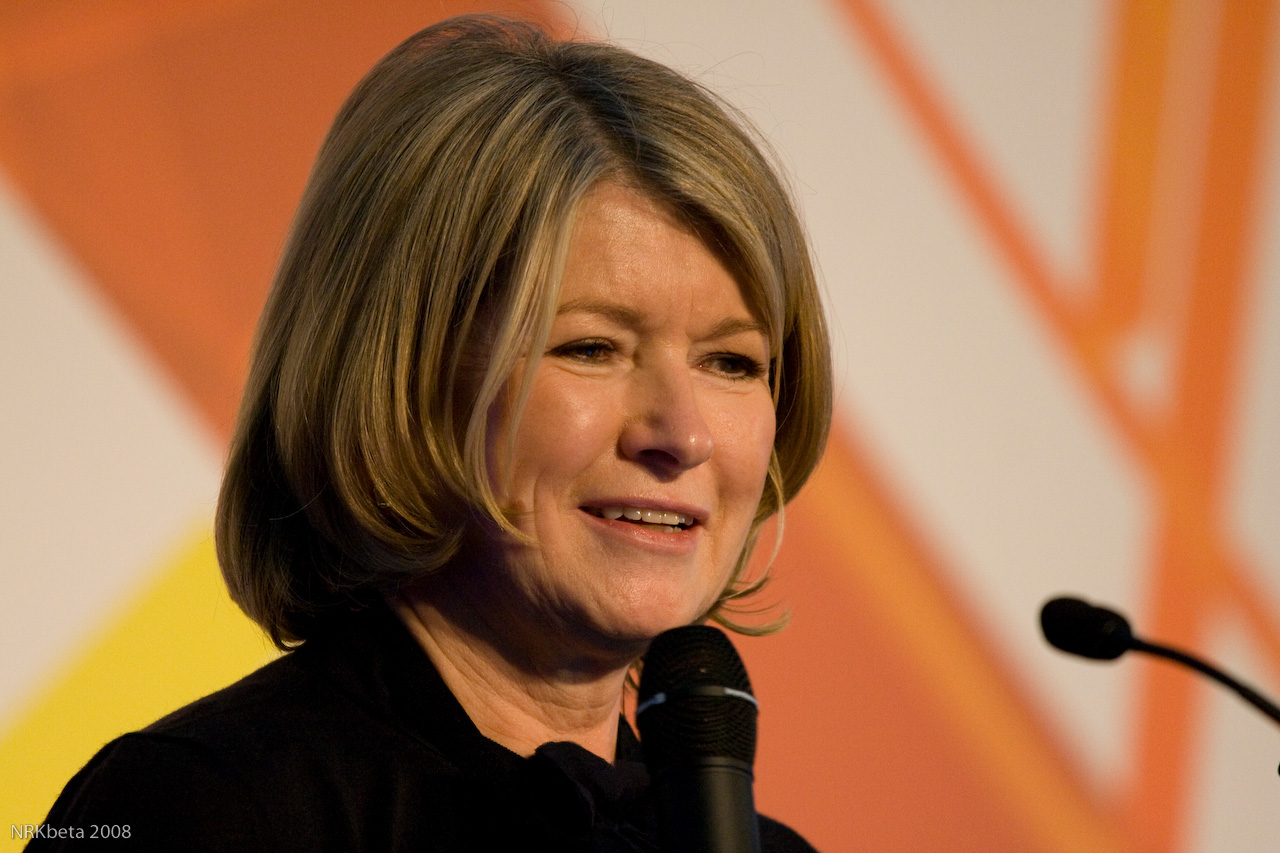
Stewart 2008-ban

Martha Stewart 1941. augusztus 3-án született Jersey Cityben (New Jersey). A lengyel származású Edward Kostyra (1912-1979) és Martha Ruszkowski Kostyra (1914-2007) nevű szüleinek hat gyermeke közül a második. Amikor Stewart hároméves volt, a család a New Jersey állambeli Nutley-ba költözött. Bérmanevének a Grace nevet választotta.
Amikor Stewart 10 éves volt, alkalmi bébiszitterként dolgozott Mickey Mantle, Yogi Berra és Gil McDougald, a New York Yankees játékosainak gyermekeinél. Mickey és Merlyn Mantle-nek négy fia volt, akikre Stewart vigyázott, és szülinapi partikat szervezett nekik. Emellett modellkedni is kezdett. 15 évesen Stewart szerepelt az Unilever egyik televíziós reklámjában. Ezután televíziós reklámokban és magazinokban szerepelt, többek között a Tareyton "Smokers would rather fight than switch!" cigarettareklámjában. Főiskolai évei alatt az ösztöndíjból származó pénzét "50 dolláros óránkénti modellkedéssel egészítette ki - ami akkoriban sok pénz volt." Ügyfelei között volt Chanel is.

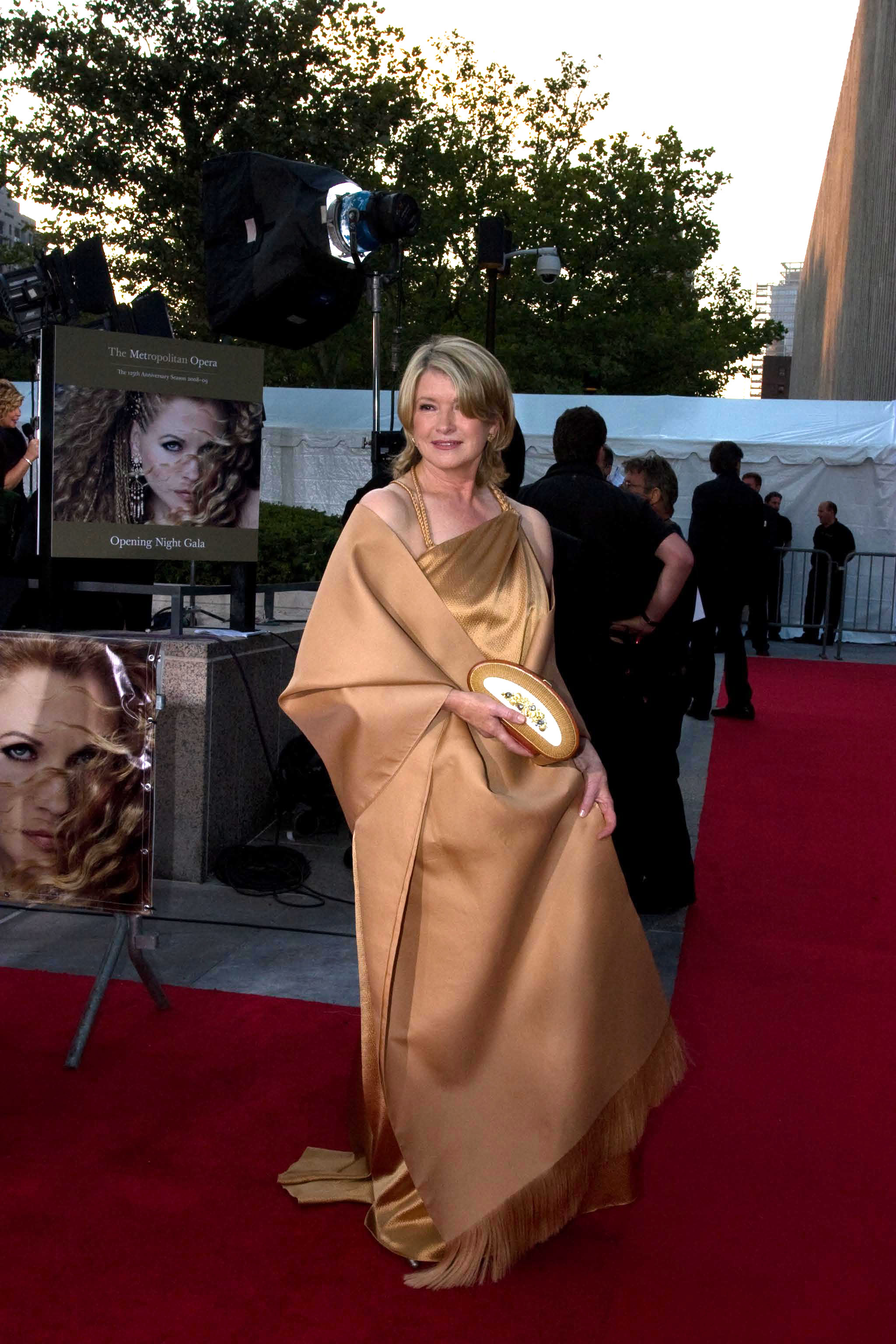
Stewart a Metropolitan Opera megnyitóján (2008)

Stewartot édesanyja tanította meg főzni és varrni. Később, amikor nagyszülei otthonában, a New York állambeli Buffalóban járt, megismerkedett a konzerválás és a tartósítás folyamatával. Édesapja szenvedélyesen szerette a kertészkedést, tudásának és szakértelmének nagy részét átadta lányának. Stewart számos iskolán kívüli tevékenységben is aktív volt, például az iskolai újságban és a Művészeti Klubban.
Stewart a Nutley High Schoolban végzett. A Barnard College of Columbia University-be járt, eredetileg kémia szakra készült, de áttért a művészetre, a történelemre, majd később az építészettörténetre. Hogy segítsen fizetni a főiskolai tandíját, divatmodellkedett a Chanel számára. Ez idő alatt találkozott Andrew Stewarttal, aki a Yale jogi karán szerzett jogi diplomát. 1961 júliusában házasodtak össze. Egy évvel a házasságkötésük után visszatért a Barnardra, ahol történelem és építészettörténet szakon szerzett diplomát.

## Magánélete

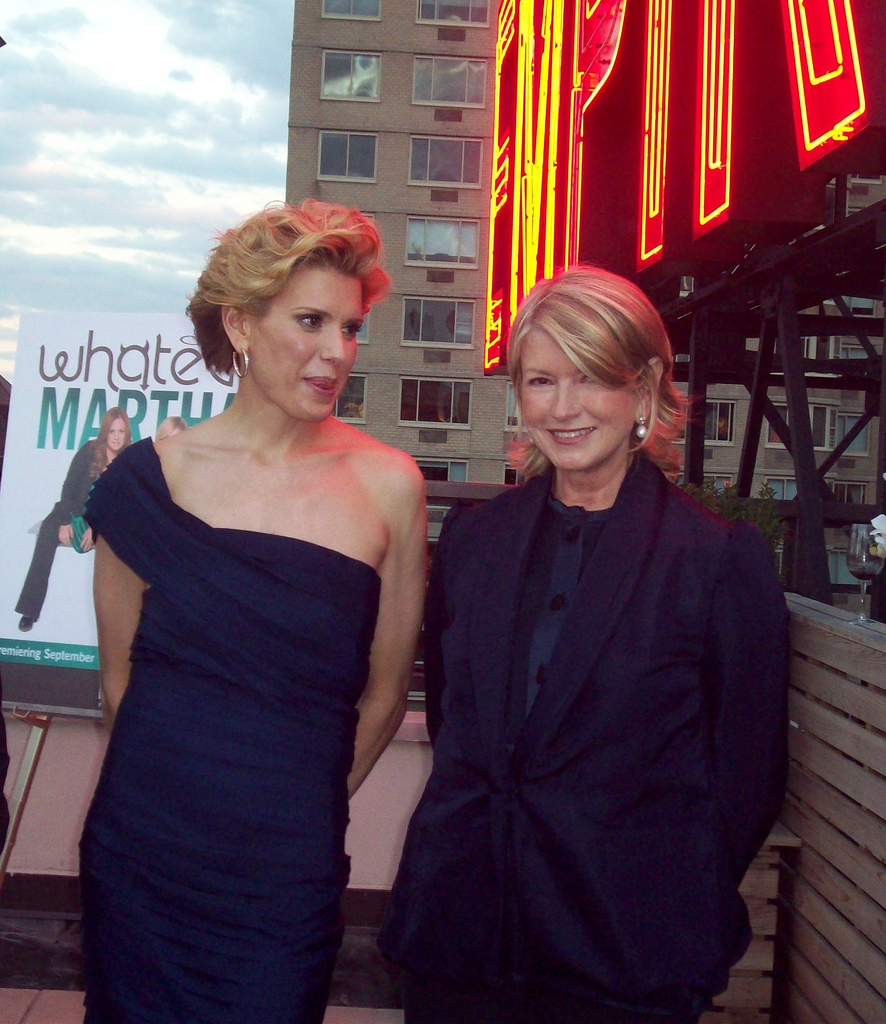
Alexis Stewart (balra) és Martha Stewart (jobbra), 2008 szeptemberében

1961-ben feleségül ment Andrew Stewarthoz, aki akkoriban a Yale jogi karának hallgatója volt. Egyetlen gyermekük, egy Alexis nevű lány, aki 1965-ben született. A házaspár 1987-ben különment, majd 1990-ben elváltak. Ezt követően Martha Stewart Anthony Hopkinsszal járt, de a kapcsolatuk véget ért, miután megnézte A bárányok hallgatnak című filmet. Kijelentette, hogy nem tudta elkerülni, hogy Hopkinsot ne Hannibal Lecter karakterével azonosítsa.
Stewart 15 évig járt a milliárdos Charles Simonyival, aki a Microsoft egyik korai alkalmazottja és a szoftvercsoport vezetője volt. 2007-ben televíziós műsorában felvételt mutatott be róla, amint űrutazóként a Szojuz fedélzetén utazik. 2008 februárja körül szakítottak.
Stewart lelkes állatbarát. Háziállatai közé tartoznak;  Csau csau és francia buldog kutyák, himalájai macskák, egy Ben Chunch nevű fell póni, és fríz lovak. Stewart már nem visel szőrmét, mióta lánya felvilágosította a szőrmefarmról.
Martha Kostyra, Stewart édesanyja 93 éves korában, 2007. november 16-án halt meg. Kostyra, akit a családja "Nagy Martha"-nak is nevezett, számos alkalommal szerepelt a Martha Stewart Living című műsorban.
Stewart jelenleg a New York állambeli Bedford városának Katonah nevű településén él. Emellett fenntart egy 35 000 négyzetméteres (3300 m2) rezidenciát a Maine állambeli Seal Harborban lévő Mount Desert Islanden, a "Skylands" néven ismert, Edsel Ford autótervező és mágnás egykori nyári birtokán, amelynek kertjeit a neves tájépítész, Jens Jensen (1922) tervezte.
2020-ban a Finding Your Roots című tévéműsorban kiderült, hogy Jimmy Kimmel és Stewart unokatestvérek.

## Elismerések
1995-ben Stewart megkapta az Amerikai Teljesítmény Akadémia Aranylemez díját.
1997-ben Martha Stewartot Edison Achievement díjjal tüntették ki az innováció iránti elkötelezettségéért egész karrierje során.
2018-ban Stewartot beiktatták a New Jersey-i Hírességek Csarnokába.
2020-ban Stewartot beiktatták a Licensing International Hall of Fame-be.

## A médiában való megjelenítése
Martha Stewartot a média minden formájában ábrázolták és parodizálták. Két tévéfilm is készült az élettörténetéből: Martha, Inc: The Story of Martha Stewart (2003) és Martha: Behind Bars (2005). Mindkét filmben Cybill Shepherd alakította őt.
Szerepelt az HBO High Maintenance című sorozatának negyedik évadában is.
Egy cameo  megjelenése volt a 2015-ben készült Pixels című amerikai filmben.